# 帕卡豹蛛
帕卡豹蛛（学名：Pardosa pacata）为狼蛛科豹蛛属的动物。在中国大陆，分布于香港等地。该物种的模式产地在香港。